# Fagus japonica
Fagus japonica — вид квіткових рослин з родини букових (Fagaceae). Ареал охоплює такі країни: цн. і пд. Японія.

## Середовище
Росте в низинних помірних зонах Японії. Зустрічається в багатих на види лісах на свіжих і вологих, від слабокислих до слаболужних, переважно суглинних ґрунтах. Він віддає перевагу сонячним та злегка затіненим місцям, теплолюбний та загалом морозостійкий.

## Біоморфологічна характеристика
Це листопадне дерево з великою, густою кроною; воно може виростати 20–25 метрів заввишки. Чергове листя на коротких черешках має довжину від 5 до 9 сантиметрів, від еліптичного або оберненояйцеподібного до яйцеподібного, від гострого до загостреного, з клиноподібною, загостреною або тупою, злегка серцеподібною основою; край листка часто хвилястий. Листкова пластинка цільна або злегка виїмчасто-зубчаста. Верхня поверхня листка темно-зелена, нижня — світло-сірувата або блакитно-зелена, сизувата. Середня жилка більш-менш ворсиста з обох боків. Плоди — яйцеподібні та кутасті горішки, половина яких виступає з невеликої плодової чашечки, яка має довжину від 6 до 8 міліметрів.

## Використання
Дерево збирають у дикій природі як їжу та джерело матеріалів. Іноді його вирощують як декоративне та тінисте дерево.